# Budkovce (hrad)
Budkovce jsou zaniklý hrad na Slovensku, který se nacházel v obci Budkovce.

## Historie
Dva hrádky jsou poprvé písemně doloženy v roce 1322 v listině krále Karla Roberta. Povolení od krále Matyáše na stavbu prvního dostala zeměpanská rodina Budkayů. Jediné známé informace o něm jsou, že byl postaven na horním konci obce a byl obehnaný příkopem. Druhý hrádek dal postavit zástupce podžupana Matej Wiczmandy. Rovněž o tomto hrádku nejsou blíže zprávy.
Kromě hrádků byl v Budkovcích postaven v roce 1617 pozdně renesanční zámeček.